# おはん
『おはん』は、宇野千代による日本の長編小説。またこれを原作としたテレビドラマ、映画、舞台作品。宇野の代表作の一つでもある。

## 概要
1942年、浄瑠璃の取材のため徳島県に訪れていた宇野は、天狗久を中心に取材を行い「人形師天狗屋久吉」を書き上げた。その時に取材をしていた一人の男性の話を元に作品の着想を得る。
1946年、戦時統制で解散を余儀なくされていた自身の会社であるスタイル社が、産業経済新聞社社長前田久吉の支援もあり復興する。1947年12月、休刊していた季刊誌『文體』が復刊し、同時に連載が始まるが、1949年7月に第4号をもって『文體』は廃刊となった。翌1950年、『中央公論』6月号より再掲載され、1957年5月号までの8回の連載で完結した。
連載が完結した翌月の1957年6月、1本にまとめられ中央公論社から単行本が出版された。直後から大きな反響を呼び、「批評の神様」と呼ばれていた小林秀雄が褒めたことで文壇的評価が決定的になった。同年12月に第10回野間文芸賞、翌年には第9回女流文学者賞を受賞し、1961年にはドナルド・キーンの英語訳によりアメリカやイギリスなどでも発売された。晩年のインタビューで、宇野自身、本作が自分の最もよくできた作品であると語っている。
以降、数回にわたり舞台化・映像化されている。

## モデル

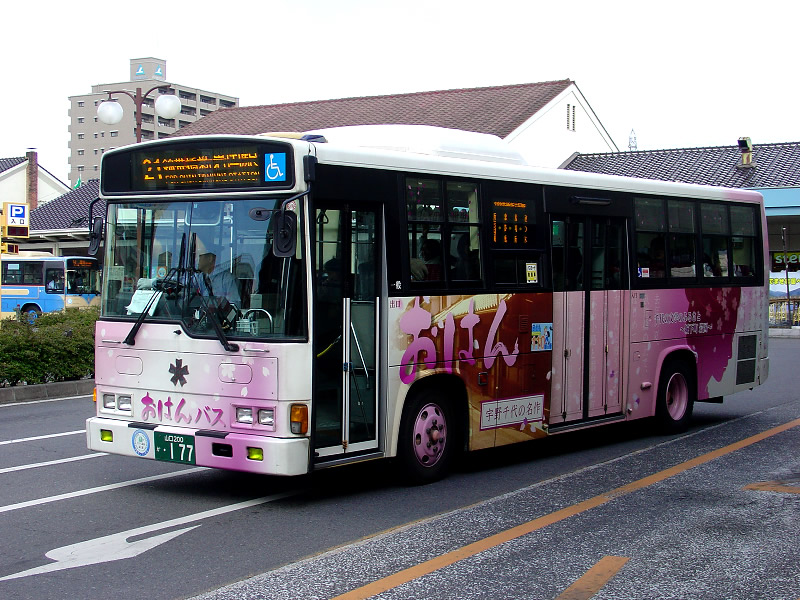
岩国市交通局が運行している「おはんバス」

前述の通り、着想を徳島で得たことから人物が話す言葉は阿波弁で描写されているが、舞台は宇野の出生地でもある山口県岩国市で、作品内に登場する地名や建物は岩国に実在するものがある。
1985年、国際ソロプチミスト岩国の認証5周年記念事業として紅葉谷公園に「おはんの碑」が建立した。碑面には作品内の一節が刻まれている。
2003年11月から、市内観光の増加などを目的とし、岩国市交通局により「おはんバス」が運行している。バス車内では初版本や宇野の生涯などが紹介されている。

## あらすじ
幸吉は町の芸者・おかよと知り合い、親しい関係となる。妻のおはんはそのことを知り、実家へ身を退ける。7年後、街で偶然おはんと出会い自分に子供が居ることを知った幸吉はおはんとやり直すことを決めたのだが…。

## テレビドラマ

### 1960年版
1960年8月14日に、フジテレビ系列の『百万人の劇場』（日曜22:00 - 22:45）枠で単発放送。

#### キャスト
- おはん：嵯峨美智子
- 実川建二郎

#### スタッフ
- 原作：宇野千代
- 演出：小川秀夫
- 制作：フジテレビ

| フジテレビ系 百万人の劇場     | フジテレビ系 百万人の劇場            | フジテレビ系 百万人の劇場 |
| 前番組                        | 番組名                               | 次番組                    |
| ----------------------------- | ------------------------------------ | ------------------------- |
| あにいもうと （1960年8月7日） | おはん（1960年版） （1960年8月14日） | 何処へ （1960年8月21日）  |

### 1978年版
1978年1月2日から同年1月23日まで、テレビ朝日系列の『ポーラ名作劇場』（月曜 22:00 - 22:54）枠で放映された。全4回。

#### キャスト
- おはん - 中村玉緒
- 幸吉 - 津川雅彦
- おかよ - 加賀まりこ
- 瀬賀敏之
- 大滝子
- 田中筆子

#### スタッフ
- 脚本 - 早坂暁、結束信二
- 演出 - 河野宏
- 制作 - テレビ朝日

| テレビ朝日 ポーラ名作劇場 | テレビ朝日 ポーラ名作劇場 | テレビ朝日 ポーラ名作劇場 |
| 前番組                    | 番組名                    | 次番組                    |
| ------------------------- | ------------------------- | ------------------------- |
| -                         | おはん（1978年版）        | 雨のしのび逢い            |

## 映画
1984年10月6日公開。配給は東宝。東宝邦画系のチェーンマスターが千代田劇場（後の日比谷映画）から日劇東宝（現・TOHOシネマズ日劇・スクリーン2）へ移行後の第1作であり、同館のオープニング上映作品となった。第8回日本アカデミー賞で多くの賞を受賞している。1985年4月にVHS化、2008年11月にDVD化している。

### 製作
監督を担当した市川崑にとっては、かつて大映と契約していた頃から映画化を企画するも頓挫していた作品であり、映画化を賛同していた妻で脚本家の和田夏十を亡くした直後でもあり、東宝社長の松岡功の協力もあって製作が実現した。原作の舞台は原作者の想像した世界であるとの解釈の元、映画でも話の舞台は、登場人物の台詞を中途半端な西国言葉にするなど、意図的な抽象化が行われた。また原作が語りの文学であることを考慮し、映像化においてナレーション多様の演出を避け、話の流れを客観的な構成にした上で、洋画『イブの総て』のような物語が反復し、尚且つ原作にはないオリジナルのラストが考案された。撮影には当初、市川と旧知の仲であった宮川一夫の起用が検討されたがスケジュールが合わず、長谷川清の元でチーフ助手をしていた五十畑幸勇が新人起用された。また製作中に本作が日劇東宝の杮落し作品に急遽決定され、元々地味な作品で派手さに欠けると判断した監督の意向を受けたプロデューサーの発案で、歌手の五木ひろしが主題歌に起用された。

### キャスト
- おはん（幸吉の妻） - 吉永小百合
- 幸吉（古物商、おはんの夫） - 石坂浩二
- おかよ（芸者） - 大原麗子
- お仙（おかよの姉の娘） - 香川三千
- おばはん - ミヤコ蝶々
- 富五郎（人形師） - 常田富士男
- お袋さん（おはんの母） - 音羽久米子
- 平太（おはんの弟） - 早田文次
- 良子（平太の嫁） - 宮内優子
- お蝶（おかよの抱え妓） - 上原由佳理
- きわ子（おかよの抱え妓） - 伊藤公子
- 半月庵の女将 - 横山道代
- 片岡 - 頭師孝雄
- 大工の棟梁 - 浜村純
- 伊之助（大工の弟子） - 桂小米朝
- 悟（おはんの息子） - 長谷川歩
- 役柄不明 - 大原穣子、相原巨典

### スタッフ
- 監督 - 市川崑
- 製作 - 田中友幸、市川崑
- 原作 - 宇野千代
- 企画 - 馬場和夫
- 脚本 - 日高真也、市川崑
- 撮影 - 五十畑幸勇
- 音楽 - 朝川朋之、大川新之助
- テーマ曲 - グスタフ・マーラー＜交響曲五番＞より
- 主題歌 - ＜おはん＞
  - 原案 - 宇野千代
  - 作詞 - たかたかし
  - 作曲 - 岡千秋
  - 編曲 - 斎藤恒夫
  - 唄 - 五木ひろし（ニュークリーク・レコード）
- 音楽プロデューサー - ひのきしんじ、岩瀬政雄
- 三絃 - 山田節子
- 衣装 - 川上鈴雄
- 衣装監修 - 斎藤寛
- 衣装製作 - 三松
- 方言指導 - 大原穣子
- 美術 - 村木忍
- 録音 - 大橋鉄矢
- 照明 - 望月英樹
- 編集 - 長田千鶴子
- 記録 - 外崎直子
- 助監督 - 西川常三郎、三好邦夫
- 製作補 - 富山省吾
- 製作担当 - 増田俊郎
- 音響効果 - 坂井三郎（東洋音響）
- スチール -橋山直己
- 整音 - 東宝録音センター
- タイトル - デン・フィルム・エフェクト
- 協力 - 清酒白雪、ナック、阿波十郎兵衛屋敷、滋賀県近江八幡市、山口県岩国市
- 現像 - 東洋現像所

### 受賞
- 第8回日本アカデミー賞
優秀作品賞
優秀監督賞（市川崑）
優秀主演男優賞（石坂浩二）
最優秀主演女優賞（吉永小百合）
優秀助演女優賞（大原麗子）
優秀撮影賞（五十畑幸勇）
優秀照明賞（望月英樹）
優秀美術賞（村木忍）
- 第9回報知映画賞
主演女優賞（吉永小百合）
- 第39回毎日映画コンクール
日本映画優秀賞
女優主演賞（吉永小百合）
美術賞（村木忍）
- 第58回キネマ旬報ベストテン第6位
主演女優賞（吉永小百合）
- ブルーリボン賞ベストテン入選
- 第30回アジア太平洋映画祭
審査員特別賞（市川崑）
- 第28回三浦賞（五十畑幸勇）
- 昭和59年度芸術祭
優秀賞
- 日本映画技術賞
照明部門（望月英樹）
特別賞（五十畑幸勇）
- 文化庁優秀映画選出
- 年間代表シナリオ選出
- モントリオール世界映画祭出品

## 舞台

### 1998年版
1998年1月2日 - 2月28日、芸術座新春特別公演『おはん』
- 出演
  - おはん：山本陽子
  - 加納屋：中条きよし
  - おかよ：大空眞弓（1月）・川中美幸（2月）
  - 平太：金田龍之介
  - おつね：曽我廼家鶴蝶
  - お仙：早勢美里
  - おしま：披岸喜美子

ほか

### 2001年版
2001年、平成13年3月博多座公演 『新版おはん』
- 出演
  - 山本陽子、大空眞弓、永島敏行、小川範子 ほか